# Nintendo Fusion Tour
Nintendo Fusion Tour é uma turnê de rock e um festival de videogames que começou em 2003. O evento é patrocinado pela Nintendo.
A Nintendo Fusion Tour ofereceu exposição inicial a bandas recém-formadas como Evanescence, Story of the Year, My Chemical Romance, Fall Out Boy, Anberlin e Panic! at the Disco. A duração expandiu de 25 shows em 2003 com uma participação de 90.000 pessoas para 45 shows com mais de 160.000 participantes, de acordo com a Nintendo.
O evento não é realizado desde 2006. A Nintendo não deu nenhum esclarecimento sobre o futuro da turnê.

## Turnê de 2003

### Bandas de 2003
| - Evanescence - Cold - Revis | - Finger Eleven - Cauterize |

### Jogos de 2003
Jogos do GameCube
| - 1080° Avalanche - Billy Hatcher and the Giant Egg (demo) - F-Zero GX (demo) - Madden NFL 2004 | - SoulCalibur II (demo) - Star Wars Rogue Squadron III: Rebel Strike - Viewtiful Joe - Wallace & Gromit in Project Zoo |

Jogos do Game Boy Advance
| - 007: Nightfire - Donkey Kong Country - Mario Kart: Super Circuit - Sonic Advance 2 | - Street Fighter Alpha 3 - Tony Hawk's Pro Skater 4 - WarioWare, Inc.: Mega Microgames! - A Link to the Past/Four Swords |

## Turnê de 2004

### Bandas de 2004
| - Story of the Year - My Chemical Romance - Lostprophets | - Letter Kills - Anberlin - Autopilot Off |

### Jogos de 2004
Jogos do GameCube
| - F-Zero GX - Mario Kart: Double Dash - Metroid Prime 2: Echoes (demo) - Spider-Man 2 | - Super Smash Bros. Melee - Terminator 3: The Redemption - WWE Day of Reckoning |

## Turnê de 2005

### Bandas de 2005
| - Fall Out Boy - The Starting Line - Motion City Soundtrack | - Boys Night Out - Panic! at the Disco |

### Jogos de 2005
Jogos do GameCube
| - Geist - The Legend of Zelda: Twilight Princess (demo) - Madden NFL 06 - Mario Superstar Baseball - Metroid Prime 2: Echoes - NHL 2006 - Resident Evil 4 | - Super Mario Strikers (demo) - Super Smash Bros. Melee - Tiger Woods PGA Tour 2006 - Tony Hawk's American Wasteland - Ultimate Spider-Man - WWE Day of Reckoning 2 |

Jogos do Nintendo DS
| - Lost in Blue - Mario Kart DS - Meteos - Metroid Prime: Hunters | - Metroid Prime: Pinball - Nintendogs - Tom Clancy's Splinter Cell: Chaos Theory |

## Turnê de 2006

### Bandas de 2006
| - Hawthorne Heights - Relient K - Emery | - Plain White T's - The Sleeping |

### Jogos de 2006
Jogos do Wii
| - Wii Sports: Baseball - Wii Sports: Bowling - Wii Sports: Boxing - Wii Sports: Tennis - Wii Play: Shooting | - Excite Truck (demo) - Metroid Prime 3: Corruption (demo) - The Legend of Zelda: Twilight Princess (demo) - Tony Hawk's Downhill Jam (demo) - WarioWare: Smooth Moves (demo) |

Jogos do Nintendo DS
| - Mario vs. Donkey Kong 2: March of the Minis - Star Fox Command - Elite Beat Agents - New Super Mario Bros. | - Final Fantasy III DS - Clubhouse Games - Mega Man ZX - Lego Star Wars II: The Original Trilogy |